# Церковь Николая Чудотворца на Болвановке
Церковь Николая Чудотворца на Болвановке — православный храм в Таганском районе Москвы. Памятник архитектуры федерального значения, стилистически переходный между узорочьем и ранним барокко. Построен в 1697—1712 годах по проекту О. Д. Старцева на улице Верхняя Болвановка.
Относится к Покровскому благочинию Московской епархии Русской православной церкви, приписан к храму Успения Пресвятой Богородицы в Гончарах. Настоятель храма — архимандрит Феоктист (Явор Свиленов Димитров).
Главный престол нижнего храма освящён во имя Николая Чудотворца; верхний храм — во имя апостолов Петра и Павла. В трапезной приделы в честь праздника Введения во храм Пресвятой Богородицы, в память Усекновения главы Иоанна Предтечи.

## История
Храм находится в центре Таганской слободы, возникшей в местности, издревле носившей название «Болвановка». Некоторые исследователи связывают происхождение названия с «болваном» — идолом, татарским либо языческим, который мог находиться в тех местах, другие считают, что название связано с поселением там мастеров, изготавливающих болванки для производства шляп. Первый храм на месте современного являлся приходским храмом ремесленников. Существует предположение, что первый, деревянный храм был построен в 1506 году, однако он не упоминается до 1632 года. 
Доподлинно не известно, когда именно началось строительство каменного храма, так, одна из версий гласит, что по благословению патриарха Иоакима в 1682 году был начат сбор средств среди прихожан на постройку нового храма, однако нужную сумму удалось собрать только к 1697 году. Другая версия сводится к тому, что деньги всё же удалось собрать, и в 1682 году была выстроена маленькая каменная церковь с шатровой колокольней, а в начале XVIII века она была перестроена по заказу князей Гагариных.
Каменный храм, сохранившийся до наших дней, был построен под руководством московского зодчего Осипа Старцева. Старцев выступил как весьма консервативный архитектор (предполагают, что его консерватизм был обусловлен несогласием с петровскими реформами), и церковь была выстроена им в традиционном московском стиле — так называемом «московском барокко», однако более архаичном, чем предыдущие его постройки. Церковь Николы на Болвановке иногда называют последней средневековой постройкой старой Москвы.
Освящение храма было совершено в 1712 году. Здание сильно пострадало во время пожара в середине XVIII века, в частности, был практически полностью утрачен первоначальный белокаменный декор. Храм неоднократно восстанавливался и поновлялся на средства прихожан. В 1875—1876 годах церковь была «обновлена» по проекту архитектора Василия Карнеева, а в 1900—1905 годах на средства М. В. Коликова под руководством архитектора В. А. Осипова была проведена реставрация, вернувшая храму утраченные архитектурные детали. Росписи были поновлены художниками И. М. и М. И. Дикаревыми.
Около 1920 года храм был закрыт, разорён и осквернён. В 1944 году при строительстве станции метро «Таганская» и перестройки Таганской площади была предпринята попытка разрушить храм, были уничтожены главы и верхушка колокольни, но от окончательного уничтожения его спасло присвоение статуса памятника архитектуры. Впоследствии храм был восстановлен, не вернули только кресты на куполах.
В 1990 году церковь была возвращена верующим, с большим трудом отреставрирована и приписана к соседней церкви Успения Богородицы в Гончарах.

## Описание и святыни
Храм, трапезная и шатровая колокольня расположены по оси восток-запад. Четверик двухэтажный: первом этаже была оборудована «зимняя» (отапливаемая) церковь для зимних богослужений с престолом во имя святителя Николая, а на верхнем — летняя церковь с престолом апостолов Петра и Павла. 
Алтарные апсиды нижнего храма выдвинуты на восток относительно верхних, так как по обычаю верхний престол не должен перекрывать нижний. Вершает храм традиционное пятиглавие. Трапезная равна храму по ширине и была оформлена белокаменными наличниками, по аналогии с храмом, и изразцами с изображением херувимов. В трапезной устроены приделы, освящённые во имя Введения во храм Пресвятой Богородицы и Усекновения главы Иоанна Предтечи. 
Ранее в храме находились древние иконы — деисус и икона Сергия Радонежского, написанные его племянником, Феодором, архимандритом Симонова монастыря (впоследствии архиепископом Ростовским). Сейчас в храме хранится почитаемая икона «Прибавление ума».

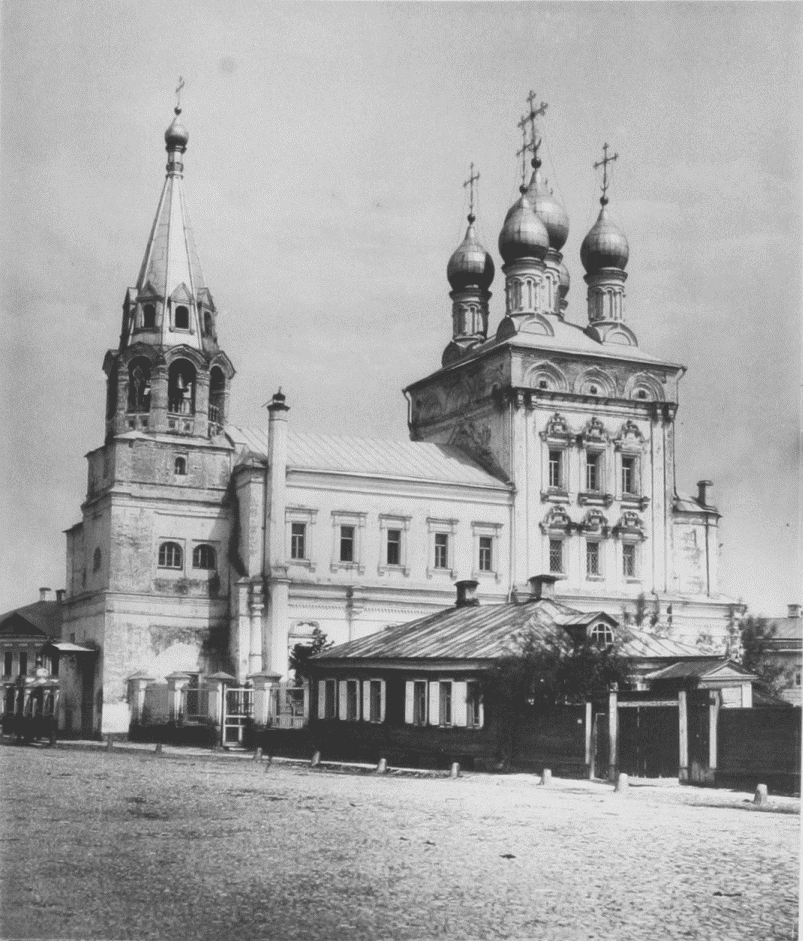
Фотография из альбома Николая Найдёнова 1883 года
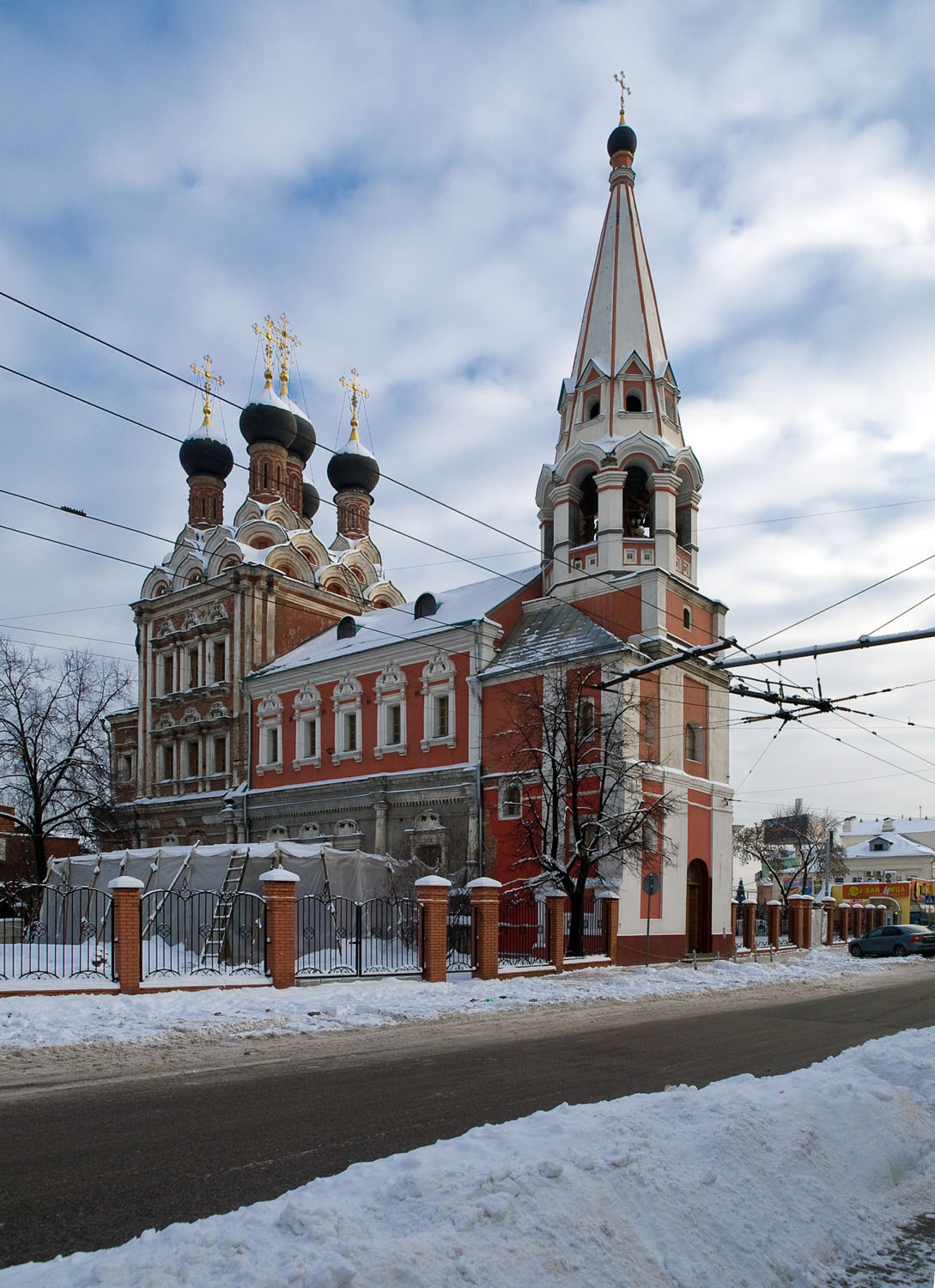
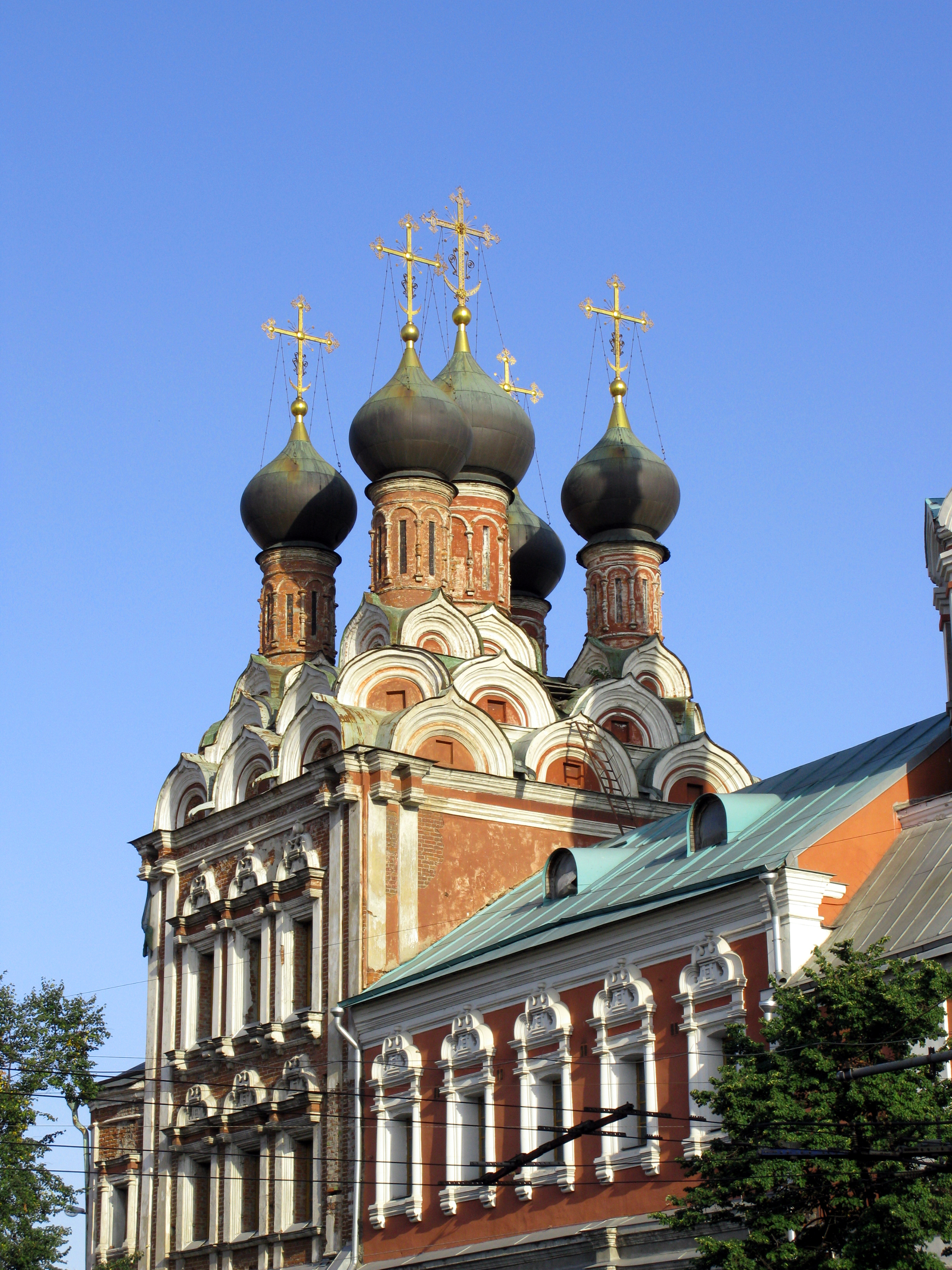
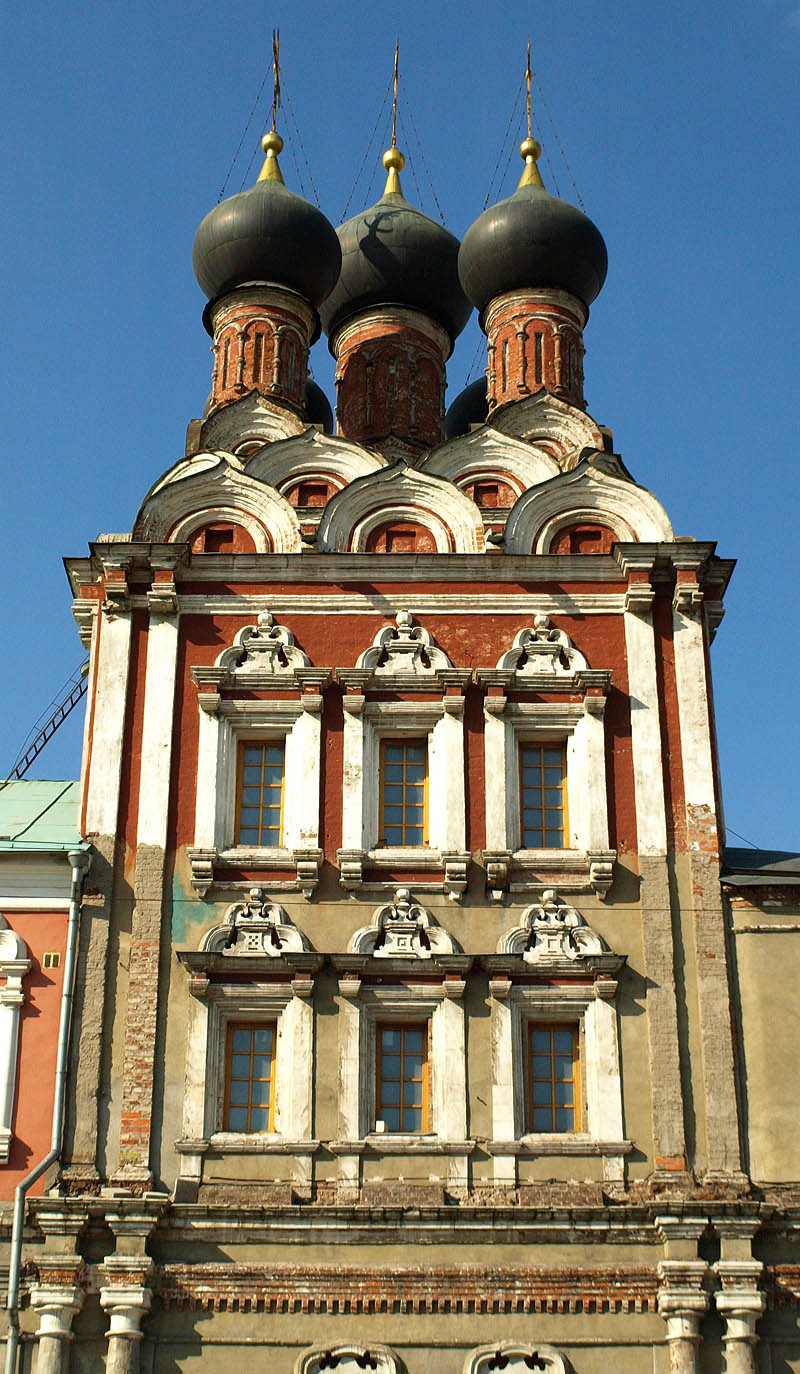